# 南大洋腔吻鱈
南大洋腔吻鱈，為輻鰭魚綱鱈形目鼠尾鱈科的其中一種，分布於西南太平洋澳洲及Wanganella Bank海域，屬深海底棲性魚類，深度670-710公尺，體長可達27.5公分，棲息在底中層水域，生活習性不明。